# Велоспорт на літніх Олімпійських іграх 2024 — командна гонка переслідування (жінки)
Змагання з велоспорту на треку в командній гонці переслідування серед жінок на літніх Олімпійських іграх 2024 відбулися 6 і 7 серпня на Національному велодромі.

## Розклад
Вказано центральноєвропейський час (UTC+2).
| Дата     | Час   | Раунд        |
| -------- | ----- | ------------ |
| 6 серпня | 17:30 | Кваліфікація |
| 7 серпня | 13:52 | Перший раунд |
| 7 серпня | 18:57 | Фінали       |

## Результати

### Кваліфікація
| Місце | Країна                                                                            | Час      | Нотатки |
| ----- | --------------------------------------------------------------------------------- | -------- | ------- |
| 1     | Нова Зеландія (NZL) Еллі Волластон Брайоні Бота Емілі Ширман Ніколь Шилдз         | 4:04.679 | Q       |
| 2     | США (USA) Дженіфер Валенте Лілі Вільямс Хлоя Дагерт Крістен Фолкнер               | 4:05.238 | Q       |
| 3     | Велика Британія (GBR) Елінор Баркер Джосі Найт Анна Морріс Джессіка Робертс       | 4:06.710 | Q       |
| 4     | Італія (ITA) Летіція Патерностер К'яра Консонні Мартіна фіданца Вітторія Гвацціні | 4:07.579 | Q       |
| 5     | Німеччина (GER) Франциска Брауссе Лаура Зюсемільх Ліза Кляйн Міке Крьогер         | 4:08.313 | q       |
| 6     | Австралія (AUS) Джорджія Бейкер Софі Едвардс Хлої Моран Мев Плуфф                 | 4:08.612 | q       |
| 7     | Франція (FRA) Клара Коппоні Валантен Фортен Маріон Боррас Марі Ле Нет             | 4:08.797 | q       |
| 8     | Канада (CAN) Меґґі Коулс-Лістер Сара Ван Дам Ерін Аттвелл Аріан Бономм            | 4:12.205 |         |
| 9     | Ірландія (IRL) Лара Ґіллеспі Мія Ґріффін Келлі Мерфі Еліс Шарп                    | 4:12.447 |         |
| 10    | Японія (JPN) Юмі Каджіхара Цуяка Учіно Мідзукі Ікеда Махо Какіта                  | 4:13.818 |         |

### Перший раунд
| Заїзд | Місце | Країна                                                                            | Час      | Нотатки |
| ----- | ----- | --------------------------------------------------------------------------------- | -------- | ------- |
| 1     | 1     | Франція (FRA) Клара Коппоні Валантен Фортен Victoire Berteau Маріон Боррас        | 4:08.292 |         |
| 1     | 2     | Австралія (AUS) Джорджія Бейкер Александра Менлі Софі Едвардс Мев Плуфф           | 4:09.975 |         |
| 2     | 1     | Німеччина (GER) Франциска Брауссе Лаура Зюсемільх Ліза Кляйн Міке Крьогер         | 4:07.908 |         |
| 2     | 2     | Канада (CAN) Меґґі Коулс-Лістер Сара Ван Дам Ерін Аттвелл Аріан Бономм            | 4:10.471 |         |
| 3     | 1     | США (USA) Дженіфер Валенте Лілі Вільямс Хлоя Дагерт Крістен Фолкнер               | 4:04.629 | QG      |
| 3     | 2     | Велика Британія (GBR) Елінор Баркер Джосі Найт Анна Морріс Джессіка Робертс       | 4:04.908 | QB      |
| 4     | 1     | Нова Зеландія (NZL) Еллі Волластон Брайоні Бота Емілі Ширман Ніколь Шилдз         | 4:04.818 | QG      |
| 4     | 2     | Італія (ITA) Еліза Бальзамо Летіція Патерностер Мартіна фіданца Вітторія Гвацціні | 4:07.491 | QB      |

### Фінали
| Місце                    | Країна                                                                          | Час      | Нотатки |
| ------------------------ | ------------------------------------------------------------------------------- | -------- | ------- |
| Фінал за золоту медаль   |                                                                                 |          |         |
| 1                        | США (USA) Дженіфер Валенте Лілі Вільямс Хлоя Дагерт Крістен Фолкнер             | 4:04.306 |         |
| 2                        | Нова Зеландія (NZL) Еллі Волластон Брайоні Бота Емілі Ширман Ніколь Шилдз       | 4:04.927 |         |
| Фінал за бронзову медаль |                                                                                 |          |         |
| 3                        | Велика Британія (GBR) Елінор Баркер Джосі Найт Анна Морріс Джессіка Робертс     | 4:06.382 |         |
| 4                        | Італія (ITA) Еліза Бальзамо К'яра Консонні Мартіна фіданца Вітторія Гвацціні    | 4:08.961 |         |
| Фінал за 5-те місце      |                                                                                 |          |         |
| 5                        | Франція (FRA) Клара Коппоні Валантен Фортен Маріон Боррас Марі Ле Нет           | 4:06.987 |         |
| 6                        | Німеччина (GER) Франциска Брауссе Лена Шарлотте Райснер Ліза Кляйн Міке Крьогер | 4:08.349 |         |
| Фінал за 7-ме місце      |                                                                                 |          |         |
| 7                        | Австралія (AUS) Александра Менлі Софі Едвардс Хлої Моран Мев Плуфф              | 4:11.548 |         |
| 8                        | Канада (CAN) Меґґі Коулс-Лістер Сара Ван Дам Ерін Аттвелл Аріан Бономм          | 4:12.097 |         |